# Zombieland: Double Tap
Zombieland: Double Tap är en amerikansk actionkomedifilm från 2019 i regi av Ruben Fleischer efter ett manus skrivet av Rhett Reese och Paul Wernick. Filmen var en uppföljare till Zombieland från 2009 och huvudrollerna spelas av Woody Harrelson, Jesse Eisenberg, Abigail Breslin och Emma Stone. Filmen hade premiär i USA den 18 oktober 2019 och distribuerades av Sony Pictures Releasing.